# Петра Кеппелер
Петра Кеппелер (нім. Petra Keppeler; нар. 22 березня 1965) — колишня німецька тенісистка.
Здобула 1 парний титул туру WTA.
Найвищим досягненням на турнірах Великого шолома було 4 коло в одиночному розряді.

## Фінали Туру WTA

### Парний розряд (1-1)
| Результат | Дата          | Турнір                  | Рівень  | Покриття | Партнерка   | Суперниці                      | Рахунок  |
| --------- | ------------- | ----------------------- | ------- | -------- | ----------- | ------------------------------ | -------- |
| Поразка   | Травень, 1986 | Барселона, Іспанія      | $50,000 | Ґрунт    | Петра Губер | Іва Бударжова Катрін Танв'є    | 2–6, 1–6 |
| Перемога  | Липень, 1986  | Gastein Ladies, Австрія | $50,000 | Ґрунт    | Петра Губер | Сабрина Голеш Тіна Шоєр-Ларсен | 6–2, 6–4 |

## Фінали ITF

### Парний розряд (1-0)
| Результат | Ранг | Дата           | Турнір             | Покриття | Партнерка       | Суперниці                 | Рахунок       |
| --------- | ---- | -------------- | ------------------ | -------- | --------------- | ------------------------- | ------------- |
| Перемога  | 1.   | 16 квітня 1984 | Монте Візо, Італія | Ґрунт    | Корнелія Лехнер | Аннетт Галлі Андреа Песак | 2–6, 6–4, 6–3 |